# Władcy Rosji

## Carstwo Rosyjskie(1547–1721)

### Rurykowicze(1547–1598)
| # | Imię                   |          | Lata życia                    | Lata życia              | Czas rządów      | Czas rządów      | Rodzice                                      |
| # | Imię                   | Urodzony | Zmarł                         | Od                      | Do               |                  | Rodzice                                      |
| - | ---------------------- | -------- | ----------------------------- | ----------------------- | ---------------- | ---------------- | -------------------------------------------- |
| 1 | Iwan IV Groźny         |          | 25 sierpnia 1530 Kołomieńskie | 18 marca 1584 Moskwa    | 16 stycznia 1547 | 18 marca 1584    | Wasyl III Helena Glińska                     |
| – | Symieon Biekbułatowicz |          | ?                             | 5 stycznia 1616 Moskwa  | 1575             | 1576             | Biek-Bułat ?                                 |
| 2 | Fiodor I               |          | 31 maja 1557 Peresław Zaleski | 17 stycznia 1598 Moskwa | 28 marca 1584    | 17 stycznia 1598 | Iwan IV Groźny Anastazja Romanowna Zacharyna |

### Godunowowie(inne języki)(1598–1605)
| # | Imię                 |          | Lata życia              | Lata życia                                            | Czas rządów      | Czas rządów      | Rodzice                                     |
| # | Imię                 | Urodzony | Zmarł                   | Od                                                    | Do               |                  | Rodzice                                     |
| - | -------------------- | -------- | ----------------------- | ----------------------------------------------------- | ---------------- | ---------------- | ------------------------------------------- |
| – | Irena Godunowa       |          | 1557 Moskwa             | 29 października 1603 Monaster Nowodziewiczy w Moskwie | 17 stycznia 1598 | 21 lutego 1598   | Fiodor Iwanowicz Godunow Stepanida Iwanowna |
| 3 | Borys Godunow        |          | 12 sierpnia 1552 Wiaźma | 23 kwietnia 1605 Moskwa                               | 21 lutego 1598   | 23 kwietnia 1605 | Fiodor Iwanowicz Godunow Stepanida Iwanowna |
| 4 | Fiodor II Borysowicz |          | 1589 Moskwa             | 20 czerwca 1605 Moskwa                                | 23 kwietnia 1605 | 11 czerwca 1605  | Borys Godunow Maria Skuratowa-Bielska       |

### Okreswielkiej smuty– władcy z różnych rodów (1605–1613)
| # | Imię                  |          | Lata życia              | Lata życia                | Czas rządów      | Czas rządów     | Rodzice                                   |
| # | Imię                  | Urodzony | Zmarł                   | Od                        | Do               |                 | Rodzice                                   |
| - | --------------------- | -------- | ----------------------- | ------------------------- | ---------------- | --------------- | ----------------------------------------- |
| 5 | Dymitr Samozwaniec I  |          | ? Moskwa                | 27 maja 1606 Moskwa       | 11 czerwca 1605  | 27 maja 1606    | ?                                         |
| 6 | Wasyl IV Szujski      |          | ok. 1552 Niżny Nowogród | 12 września 1612 Gostynin | 29 maja 1606     | 27 lipca 1610   | Iwan Andriejewicz Szujski Anna Fiodorowna |
| – | Dymitr Samozwaniec II |          | ?                       | 21 grudnia 1610 Kaługa    | 22 czerwca 1607  | 21 grudnia 1610 | ?                                         |
| – | Władysław Waza        |          | 9 czerwca 1595 Łobzów   | 20 maja 1648 Merecz       | 27 sierpnia 1610 | 3 marca 1613    | Zygmunt III Waza Anna Habsburżanka        |

### Romanowowie(1613–1721)
| #  | Imię                          |          | Lata życia              | Lata życia                  | Czas rządów     | Czas rządów          | Rodzice                                                |
| #  | Imię                          | Urodzony | Zmarł                   | Od                          | Do              |                      | Rodzice                                                |
| -- | ----------------------------- | -------- | ----------------------- | --------------------------- | --------------- | -------------------- | ------------------------------------------------------ |
| 7  | Michał I Fiodorowicz          |          | 22 lipca 1596 Moskwa    | 23 lipca 1645 Moskwa        | 3 marca 1613    | 23 lipca 1645        | Fiodor Romanow Ksenia Iwanowna Szestowa                |
| –  | Filaret (współwładca)         |          | 1553 lub 1554 Moskwa    | 11 października 1633 Moskwa | 24 czerwca 1619 | 11 października 1633 | Nikita Zacharyn Eudoksja Aleksandrowna Gorbata-Szujska |
| 8  | Aleksy I Michałowicz          |          | 19 marca 1629 Moskwa    | 8 lutego 1676 Moskwa        | 23 lipca 1645   | 8 lutego 1676        | Michał I Fiodorowicz Eudoksja Strieszniewa             |
| –  | Aleksy Romanow (współwładca)  |          | 15 lutego 1654 Moskwa   | 27 stycznia 1670 Moskwa     | 15 lutego 1654  | 27 stycznia 1670     | Aleksy I Michałowicz Maria Miłosławska                 |
| 9  | Fiodor III Aleksiejewicz      |          | 9 czerwca 1661 Moskwa   | 7 maja 1682 Moskwa          | 8 lutego 1676   | 7 maja 1682          | Aleksy I Michałowicz Maria Miłosławska                 |
| –  | Zofia Aleksiejewna (regentka) |          | 27 września 1657 Moskwa | 14 lipca 1704 Moskwa        | 7 maja 1682     | 8 lutego 1689        | Aleksy I Michałowicz Maria Miłosławska                 |
| 10 | Iwan V Aleksiejewicz          |          | 6 września 1666 Moskwa  | 8 lutego 1696 Moskwa        | 7 maja 1682     | 8 lutego 1696        | Aleksy I Michałowicz Maria Miłosławska                 |
| 11 | Piotr I Wielki                |          | 9 czerwca 1672 Moskwa   | 8 lutego 1725 Petersburg    | 7 maja 1682     | 2 listopada 1721     | Aleksy I Michałowicz Natalia Naryszkina                |

## Imperium Rosyjskie(1721–1917)
W 1721 Piotr I przyjmuje tytuł cesarza (imperatora).

### Romanowowie(1721–1762)
| #    | Imię                        |          | Lata życia                      | Lata życia                      | Czas rządów          | Czas rządów          | Rodzice                                                 |
| #    | Imię                        | Urodzony | Zmarł                           | Od                              | Do                   |                      | Rodzice                                                 |
| ---- | --------------------------- | -------- | ------------------------------- | ------------------------------- | -------------------- | -------------------- | ------------------------------------------------------- |
| (11) | Piotr I Wielki              |          | 9 czerwca 1672 Moskwa           | 8 lutego 1725 Petersburg        | 2 listopada 1721     | 8 lutego 1725        | Aleksy I Michałowicz Natalia Naryszkina                 |
| 12   | Katarzyna I Aleksjejewna    |          | 15 kwietnia 1684                | 17 maja 1727 Petersburg         | 8 lutego 1725        | 17 maja 1727         | Samuel Skowroński Dorota Hann                           |
| 13   | Piotr II Aleksiejewicz      |          | 23 października 1715 Petersburg | 30 stycznia 1730 Moskwa         | 17 maja 1727         | 30 stycznia 1730     | Aleksy Szarlota Krystyna z Brunszwiku-Wolfenbüttel      |
| 14   | Anna Iwanowna Romanowa      |          | 7 lutego 1693 Moskwa            | 28 października 1740 Petersburg | 26 lutego 1730       | 28 października 1740 | Iwan V Praskowia Sałtykowa                              |
| 15   | Iwan VI Antonowicz          |          | 23 sierpnia 1740 Petersburg     | 16 lipca 1764 Szlisselburg      | 28 października 1740 | 6 grudnia 1741       | Antoni Ulryk z Brunszwiku-Wolfenbüttel Anna Leopoldowna |
| –    | Anna Leopoldowna (regentka) |          | 18 grudnia 1718 Rostock         | 19 marca 1746 Chołmogory        | 9 listopada 1740     | 25 listopada 1741    | Karol Leopold Mecklenburg-Schwerin Katarzyna Iwanowna   |
| 16   | Elżbieta Piotrowna          |          | 29 grudnia 1709 Kołomieńskie    | 5 stycznia 1762 Petersburg      | 6 grudnia 1741       | 5 stycznia 1762      | Piotr I Wielki Katarzyna I                              |

### Romanowowie (dom Holstein-Gottorp-Romanow)(1762–1917)
| #  | Imię                       |          | Lata życia                     | Lata życia                       | Czas rządów       | Czas rządów       | Rodzice                                           |
| #  | Imię                       | Urodzony | Zmarł                          | Od                               | Do                |                   | Rodzice                                           |
| -- | -------------------------- | -------- | ------------------------------ | -------------------------------- | ----------------- | ----------------- | ------------------------------------------------- |
| 17 | Piotr III Fiodorowicz      |          | 21 lutego 1728 Kilonia         | 17 lipca 1762 Ropsza             | 5 stycznia 1762   | 9 lipca 1762      | Karol Fryderyk von Holstein Anna                  |
| 18 | Katarzyna II Wielka        |          | 2 maja 1729 Szczecin           | 17 listopada 1796 Petersburg     | 9 lipca 1762      | 17 listopada 1796 | Christian August Joanna Elżbieta Holstein-Gottorp |
| 19 | Paweł I Piotrowicz         |          | 1 października 1754 Petersburg | 24 marca 1801 Petersburg         | 17 listopada 1796 | 24 marca 1801     | Piotr III Fiodorowicz Katarzyna II Wielka         |
| 20 | Aleksander I Pawłowicz     |          | 23 grudnia 1777 Petersburg     | 1 grudnia 1825 Taganrog          | 24 marca 1801     | 1 grudnia 1825    | Paweł I Romanow Maria Fiodorowna                  |
| –  | Konstanty I Pawłowicz      |          | 8 maja 1779 Carskie Sioło      | 27 czerwca 1831 Witebsk          | 1 grudnia 1825    | 25 grudnia 1825   | Paweł I Romanow Maria Fiodorowna                  |
| 21 | Mikołaj I Pawłowicz        |          | 6 lipca 1796 Carskie Sioło     | 2 marca 1855 Petersburg          | 1 grudnia 1825    | 2 marca 1855      | Paweł I Romanow Maria Fiodorowna                  |
| 22 | Aleksander II Mikołajewicz |          | 29 kwietnia 1818 Moskwa        | 13 marca 1881 Petersburg         | 2 marca 1855      | 13 marca 1881     | Mikołaj I Aleksandra Fiodorowna                   |
| 23 | Aleksander III Romanow     |          | 10 marca 1845 Petersburg       | 1 listopada 1894 Pałac w Liwadii | 1 marca 1881      | 1 listopada 1894  | Aleksander II Maria Aleksandrowna                 |
| 24 | Mikołaj II Aleksandrowicz  |          | 18 maja 1868 Carskie Sioło     | 17 lipca 1918 Jekaterynburg      | 1 listopada 1894  | 15 marca 1917     | Aleksander III Maria Fiodorowna                   |
| –  | Michał II Aleksandrowicz   |          | 4 grudnia 1878 Petersburg      | 13 czerwca 1918 koło Permu       | 15 marca 1917     | 16 marca 1917     | Aleksander III Maria Fiodorowna                   |